# Cylisticus opacus
Cylisticus opacus är en kräftdjursart som beskrevs av Arcangeli 1939. Cylisticus opacus ingår i släktet Cylisticus och familjen Cylisticidae. Utöver nominatformen finns också underarten C. o. talasiensis.